# Sophie von Dönhoff
La comtesse Sophie Juliane Friederike von Dönhoff (née le 17 octobre 1768 à Beynuhnen (de) en Prusse-Orientale et morte le 28 janvier 1834 au manoir de Beerbaum dans l'arrondissement du Haut-Barnim) se marie morganatiquement avec le roi de Prusse Frédéric-Guillaume II.
Ses parents sont le comte Friedrich Wilhelm von Dönhoff (né le 8 février 1723 et mort le 1er décembre 1774) et son épouse Sophie Charlotte von Langermann (de) (née le 16 mai 1740 et morte le 31 août 1793), fille du général Adolf Friedrich von Langermann.

## Biographie
La comtesse Sophie von Dönhoff est arrivée à la cour de Prusse en 1789 comme dame d'honneur de la reine Frédérique-Louise. L'année suivante, elle épouse morganatiquement le roi de Prusse Frédéric-Guillaume II dans la chapelle du château de Charlottenbourg. Elle est appelée « Hebe » à la cour en raison de sa silhouette jeune. Elle est également une pianiste et chanteuse talentueuse.
De fortes divergences entre le couple conduisent à la séparation en juin 1792. À cette époque, le roi est sous l'influence de Hans Rudolf von Bischoffwerder (de) et de Wilhelmine Enke. Sophie von Dönhoff tente d'affaiblir ces relations. Frédéric-Guillaume, à son tour, rejette leur ingérence, notamment dans les affaires politiques. Sa contemporaine Anne-Henri Cabot de Dampmartin juge en 1811 : « La comtesse Dönhoff captivait par ce jeu de charmes, d'amabilité, de caprices et de caprices qui enflammaient encore plus les passions. Mais elle pensait que c’était son droit d’avoir son mot à dire comme un dirigeant. Mais le roi n’aimait pas ça. Malgré sa politesse envers les femmes, il se sentait toujours comme un dirigeant. Il n'a rien pardonné pour sa dignité. Dönhoff jouait le rôle du souverain. Le roi, en revanche, détestait discuter de politique avec les dames."
Bien que le mariage n'ait duré que peu de temps, ils eurent deux enfants :
- Frédéric-Guillaume de Brandebourg (1792-1850), futur ministre-président prussien
- Sophie (Julie) comtesse de Brandebourg (1793-1848), mariée au duc Ferdinand d'Anhalt-Köthen .

Dotée d'une pension annuelle de 8 000 thalers, la comtesse Dönhoff s'exile d'abord en Suisse à Neuchâtel, où naît sa fille en 1793. L'année suivante, elle vend ses parts héritées des domaines de Prusse-Orientale à sa sœur pour 162 000 thalers et s'installe à Angermünde . En 1795, elle peut emménager dans sa propre maison de campagne, construite pour elle et entourée d'un magnifique parc. La vie dans une ville de province ne suffit pas à long terme à cette femme pleine d'entrain. Elle cherche un domaine où elle pourrait trouver une confirmation et une distraction appropriées. En 1805, la comtesse Dönhoff acquiert le domaine de Beerbaum dans l'arrondissement du Haut-Barnim (aujourd'hui la commune d'Heckelberg-Brunow) pour 106 000 thalers et se consacre à l'exploitation du domaine. En 1817/1818, elle y fait construire un manoir. Le domaine revient finalement aux comtes Pückler par l'intermédiaire du seul des huit petits-enfants qui s'est marié.
Sophie Juliane von Dönhoff est enterrée dans le cimetière de Beerbaum. À l’époque de la RDA, la tombe et le cimetière tombent en ruine. En octobre 2010, une nouvelle pierre tombale est inaugurée en présence des descendants de la comtesse. La nouvelle dalle funéraire est conçue par l'artiste Otto Schack avec des lettres et des armoiries historiques et gravée dans le marbre par son fils.